# Calendrier international féminin UCI 2023
Le calendrier international féminin UCI 2023 regroupe les compétitions féminines de cyclisme sur route organisées sous le règlement de l'Union cycliste internationale durant la saison 2023.
L'UCI World Tour féminin 2023 reprenant les courses les plus importantes de la saison est présenté séparément. 
Ce calendrier reprend les courses suivantes avec, par ordre d'importance : 
- les épreuves UCI ProSeries depuis 2020 :
  - catégorie 1.Pro (course d'un jour) ;
  - catégorie 2.Pro (course par étapes) ;
- les courses de première catégorie, qui sont divisées en deux catégories :
  - catégorie 1.1 (course d'un jour) ;
  - catégorie 2.1 (course par étapes) ;
- les courses de deuxième catégorie, qui sont divisées en deux catégories :
  - catégorie 1.2 (course d'un jour) ;
  - catégorie 2.2 (course par étapes).

Les critériums ne sont pas notés.

## Calendrier des épreuves
| Calendrier UCI  | Calendrier UCI | Calendrier UCI                                  | Calendrier UCI | Calendrier UCI                                                    | Calendrier UCI |
| Date            | Pays           | Course                                          | Classe         | Vainqueur                                                         |                |
| --------------- | -------------- | ----------------------------------------------- | -------------- | ----------------------------------------------------------------- | -------------- |
| 29 janv.        | Espagne        | Women Cycling Pro Costa De Almería              | 1.1            | Arianna Fidanza (Ceratizit-WNT Pro Cycling)                       |                |
| 4 fév.          | Chypre         | Aphrodite Cycling Race ITT                      | 1.2            | Ántri Christofórou (Human Powered Health)                         |                |
| 5 fév.          | Turquie        | Grand Prix Apollon Temple                       | 1.2            | Sevinch Yuldasheva (Ouzbekistan)                                  |                |
| 5 fév.          | Espagne        | Tour de la Communauté valencienne               | 1.1            | Floortje Mackaij (Movistar Team)                                  |                |
| 8 fév.          | Chypre         | Aphrodite Cycling Race-Women for future         | 1.2            | Ántri Christofórou (Human Powered Health)                         |                |
| 11 fév.         | Chypre         | Aphrodite's Sanctuary Cycling Race              | 1.2            | Jesse Vandenbulcke (Human Powered Health)                         |                |
| 11 fév.         | Espagne        | Clàssica d'Almeria                              | 1.1            | Emilie Fortin (Cynisca Cycling)                                   |                |
| 16 – 19 fév.    | Espagne        | Semaine cycliste valencienne                    | 2.Pro          | Justine Ghekiere (AG Insurance-Soudal Quick-Step)                 |                |
| 26 fév.         | Belgique       | Omloop van het Hageland                         | 1.1            | Lorena Wiebes (SD Worx)                                           |                |
| 28 fév.         | Belgique       | Le Samyn des Dames                              | 1.1            | Marta Bastianelli (UAE Team ADQ)                                  |                |
| 1 mars          | Croatie        | Umag Trophy Ladies                              | 1.2            | Alessia Vigilia (Top Girls Fassa Bortolo)                         |                |
| 5 mars          | Italie         | Trofeo Oro in Euro                              | 1.1            | Gaia Realini (Trek-Segafredo)                                     |                |
| 5 mars          | Croatie        | Poreč Trophy Ladies                             | 1.2            | Yanina Kuskova (Tashkent City Women Professional Cycling Team)    |                |
| 7 – 11 mars     | Italie         | Trofeo Ponente in Rosa                          | 2.2            | Jolanda Neff                                                      |                |
| 10 mars         | Pays-Bas       | Drentse 8                                       | 1.1            | annulé/abandonné                                                  |                |
| 10 – 12 mars    | Espagne        | Tour d'Estrémadure                              | 2.2            | Megan Armitage (Arkéa Pro Cycling Team)                           |                |
| 15 mars         | Belgique       | Nokere Koerse                                   | 1.Pro          | Lotte Kopecky (SD Worx)                                           |                |
| 17 – 19 mars    | France         | Tour de Normandie féminin                       | 2.1            | Cédrine Kerbaol (Ceratizit-WNT Pro Cycling)                       |                |
| 29 mars         | Belgique       | À travers les Flandres                          | 1.Pro          | Demi Vollering (SD Worx)                                          |                |
| 5 avr.          | Belgique       | Grand Prix de l'Escaut                          | 1.1            | Lorena Wiebes (SD Worx)                                           |                |
| 8 – 10 avr.     | Thaïlande      | Tour de Thaïlande                               | 2.1            | Lee Eun-Hee                                                       |                |
| 10 avr.         | Belgique       | Ronde de Mouscron                               | 1.1            | Martina Fidanza (Ceratizit-WNT Pro Cycling)                       |                |
| 12 avr.         | Belgique       | Flèche brabançonne                              | 1.Pro          | Silvia Persico (UAE Team ADQ)                                     |                |
| 16 avr.         | France         | Grand Prix de Chambéry                          | 1.1            | Victorie Guilman (FDJ-Suez)                                       |                |
| 22 avr.         | Pays-Bas       | Circuit de Borsele                              | 1.1            | Linda Zanetti (UAE Development Team)                              |                |
| 25 avr.         | Italie         | GP Liberazione                                  | 1.2            | Silvia Zanardi (Bepink)                                           |                |
| 26 – 30 avr.    | États-Unis     | Tour of the Gila                                | 2.2            | Austin Killips                                                    |                |
| 27 – 30 avr.    | Tchéquie       | Gracia Orlová                                   | 2.2            | Jenny Rissveds (Suède)                                            |                |
| 29 avr.         | Espagne        | ReVolta                                         | 1.1            | Claire Steels (Israel-Premier Tech Roland)                        |                |
| 29 avr.         | Belgique       | Circuit de la vallée de la Lys                  | 1.2            | Julia Kopecký (AG Insurance-NXTG U23)                             |                |
| 29 – 30 avr.    | Luxembourg     | Festival Elsy Jacobs                            | 2.Pro          | Ally Wollaston (AG Insurance-Soudal Quick-Step)                   |                |
| 5 mai           | France         | La Classique Morbihan                           | 1.1            | Gaia Masetti (AG Insurance-Soudal Quick-Step)                     |                |
| 6 mai           | France         | Grand Prix de Plumelec-Morbihan                 | 1.1            | Grace Brown (FDJ-Suez)                                            |                |
| 6 mai           | Belgique       | Grand Prix Eco-Struct                           | 1.1            | Amalie Dideriksen (Uno-X Pro Cycling Team)                        |                |
| 7 mai           | Belgique       | Trofee Maarten Wynants                          | 1.1            | Chiara Consonni (UAE Team ADQ)                                    |                |
| 9 – 13 mai      | France         | Tour de Bretagne                                | 2.1            | Grace Brown (FDJ-Suez)                                            |                |
| 10 mai          | Espagne        | Clasica Femenina Navarra                        | 1.Pro          | Riejanne Markus (Team Jumbo-Visma)                                |                |
| 11 – 12 mai     | Ouzbekistan    | The Tour Oqtosh-Chorvoq-Mountain Ladies         | 2.2            |                                                                   |                |
| 16 mai          | Espagne        | Durango-Durango Emakumeen Saria                 | 1.1            | Ashleigh Moolman (AG Insurance-Soudal Quick-Step)                 |                |
| 17 mai          | Ouzbekistan    | Grand Prix Samarkand Ladies                     | 1.2            |                                                                   |                |
| 18 mai          | Ouzbekistan    | Grand Prix Afrosiyob Ladies                     | 1.2            |                                                                   |                |
| 18 – 21 mai     | États-Unis     | Joe Martin Stage Race                           | 2.2            | Lauren Stephens (EF Education-TIBCO-SVB)                          |                |
| 19 mai          | Pays-Bas       | Veenendaal Veenendaal Classic                   | 1.1            | Lotte Kopecky (SD Worx)                                           |                |
| 20 mai          | Pays-Bas       | Omloop der Kempen Ladies                        | 1.2            | Charlotte Kool (Team DSM)                                         |                |
| 21 mai          | Belgique       | Antwerp Port Epic Ladies                        | 1.1            | Marthe Truyen (Fenix-Deceuninck)                                  |                |
| 23 – 28 mai     | Allemagne      | Tour de Thuringe                                | 2.Pro          | Lotte Kopecky (SD Worx)                                           |                |
| 25 – 28 mai     | Tchéquie       | Tour de Feminin                                 | 2.2            | Olha Kulynych (Duolar-Chevalmeire)                                |                |
| 27 mai          | Estonie        | Tour d'Estonie                                  | 1.2            | Olga Shekel (Ukraine)                                             |                |
| 28 mai          | Espagne        | Gran Premio Ciudad de Eibar                     | 1.1            | Olivia Baril (UAE Team ADQ)                                       |                |
| 29 mai          | Belgique       | Grand Prix Mazda Schelkens                      | 1.2            | Dina Scavone (Carbonbike Giordana by Gen Z)                       |                |
| 31 mai – 4 juin | Espagne        | Tour d'Andalousie                               | 2.1            | Katrine Aalerud (Movistar Team)                                   |                |
| 3 – 4 juin      | Serbie         | Belgrade GP Woman Tour                          | 2.2            | Nikola Bajgerová (MAT Atom Deweloper Wrocław)                     |                |
| 4 juin          | France         | Alpes Gresivaudan Classic                       | 1.1            | Évita Muzic (FDJ-Suez)                                            |                |
| 4 juin          | Belgique       | Dwars door de Westhoek                          | 1.1            | Pfeiffer Georgi (Team DSM)                                        |                |
| 9 – 11 juin     | France         | Tour Féminin International des Pyrénées         | 2.1            | Marta Cavalli (FDJ-Suez)                                          |                |
| 10 juin         | Belgique       | Dwars door het Hageland                         | 1.1            | Lotte Kopecky (SD Worx)                                           |                |
| 11 juin         | Belgique       | Diamond Tour                                    | 1.1            | Julie De Wilde (Fenix-Deceuninck)                                 |                |
| 14 – 18 juin    | Belgique       | Tour de Belgique                                | 2.1            | annulé/abandonné                                                  |                |
| 2 juill.        | Allemagne      | Tour de Berlin Feminin                          | 1.2            | Elena Hartmann (Israel-Premier Tech Roland)                       |                |
| 8 juill.        | Slovaquie      | Ladies Race Slovakia                            | 1.2            | Linda Zanetti (UAE Development Team)                              |                |
| 9 juill.        | Belgique       | Argenta Classic-2 Districtenpijl Ekeren-Deurne  | 1.1            | Lieke Nooijen (Parkhotel Valkenburg)                              |                |
| 12 – 16 juill.  | Belgique       | Baloise Ladies Tour                             | 2.1            | Lucinda Brand (Lidl-Trek)                                         |                |
| 16 juill.       | Allemagne      | Women's Cycling Grand Prix Stuttgart & Region   | 1.2            | Elena Pirrone (Israel-Premier Tech Roland)                        |                |
| 26 – 30 juill.  | Colombie       | Tour de Colombie                                | 2.2            | Lilibeth Chacón (Clarus Merquimia Group - Strongman)              |                |
| 28 – 30 juill.  | Pologne        | Princess Anna Vasa Tour                         | 2.2            | Valeriya Kononenko (Colnago CM Team)                              |                |
| 1 – 3 août      | Suède          | Tour d'Uppsala                                  | 2.2            | annulé/abandonné                                                  |                |
| 1 août          | France         | Kreiz Breizh                                    | 1.1            | Giorgia Vettorello (Bepink)                                       |                |
| 12 août         | France         | La Périgord Ladies                              | 1.2            | Amber Kraak (Team Jumbo-Visma)                                    |                |
| 13 août         | France         | La Picto-Charentaise                            | 1.2            | Gladys Verhulst (FDJ-Suez)                                        |                |
| 15 août         | Belgique       | Grand Prix Yvonne Reynders                      | 1.2            | Eline Van Rooijen (AG Insurance-Soudal Quick-Step)                |                |
| 18 août         | Belgique       | Konvert Kortrijk Koerse                         | 1.1            | Daria Pikulik (Human Powered Health)                              |                |
| 19 août         | Belgique       | GP Oetingen                                     | 1.1            | Simone Boilard (St Michel-Mavic-Auber 93)                         |                |
| 19 août         | Turquie        | Grand Prix Kaisareia                            | 1.2            | Olga Zabelinskaïa (Tashkent City Women Professional Cycling Team) |                |
| 22 août         | Belgique       | Egmont Cycling Race                             | 1.2            | Heidi Franz (DNA Pro Cycling)                                     |                |
| 24 – 27 août    | Italie         | Tour de Toscane féminin-Mémorial Michela Fanini | 2.2            | Alessia Vigilia (Top Girls Fassa Bortolo)                         |                |
| 3 sept.         | Belgique       | Grand Prix Beerens                              | 1.1            | Chiara Consonni (UAE Team ADQ)                                    |                |
| 5 – 11 sept.    | France         | Tour de l'Ardèche                               | 2.1            | Marta Cavalli (FDJ-Suez)                                          |                |
| 9 sept.         | France         | À travers les Hauts-de-France                   | 1.2            | Valentine Fortin (Cofidis)                                        |                |
| 10 sept.        | France         | Grand Prix de Fourmies                          | 1.2            | Marta Lach (Ceratizit-WNT Pro Cycling)                            |                |
| 13 sept.        | Belgique       | Grand Prix de Wallonie                          | 1.1            | Marta Lach (Ceratizit-WNT Pro Cycling)                            |                |
| 15 – 16 sept.   | Belgique       | Tour de la Semois                               | 2.2            | Karlijn Swinkels (Team Jumbo-Visma)                               |                |
| 16 sept.        | Canada         | Chrono Gatineau                                 | 1.1            | Anna Kiesenhofer (Israel-Premier Tech Roland)                     |                |
| 17 sept.        | Canada         | Tour de Gatineau                                | 1.1            | Megan Jastrab (Team dsm-firmenich)                                |                |
| 17 sept.        | France         | Grand Prix d'Isbergues                          | 1.2            | Valentine Fortin (Cofidis)                                        |                |
| 30 sept.        | Italie         | Tour d'Émilie                                   | 1.Pro          | Cecilie Uttrup Ludwig (FDJ-Suez)                                  |                |
| 1 oct.          | Italie         | Trofeo Baracchi féminin                         | 1.2            | annulé/abandonné                                                  |                |
| 3 oct.          | Italie         | Trois vallées varésines                         | 1.1            | Liane Lippert (Movistar Team)                                     |                |
| 3 oct.          | Belgique       | Binche Chimay Binche pour Dames                 | 1.1            | Pfeiffer Georgi (Team dsm-firmenich)                              |                |
| 4 – 8 oct.      | Syrie          | International Syrian Tour féminine              | 2.2            | annulé/abandonné                                                  |                |
| 10 – 11 oct.    | Chine          | Tour du Wenzhou féminin                         | 2.2            | annulé/abandonné                                                  |                |
| 12 – 15 oct.    | Costa Rica     | Tour du Costa Rica                              | 2.2            | Lilibeth Chacón (Clarus Merquimia Group - Strongman)              |                |
| 15 oct.         | France         | Chrono des Nations-Les Herbiers-Vendée          | 1.1            | Anna Kiesenhofer (Israel-Premier Tech Roland)                     |                |

## Classements
| #   | Cycliste              | Pays        | Points  |
| --- | --------------------- | ----------- | ------- |
| 1.  | Demi Vollering        | Pays-Bas    | 6038,86 |
| 2.  | Lotte Kopecky         | Belgique    | 4367    |
| 3.  | Marlen Reusser        | Suisse      | 3279,53 |
| 4.  | Lorena Wiebes         | Pays-Bas    | 3167    |
| 5.  | Annemiek van Vleuten  | Pays-Bas    | 3115,57 |
| 6.  | Katarzyna Niewiadoma  | Pologne     | 2333,04 |
| 7.  | Cecilie Uttrup Ludwig | Danemark    | 2202    |
| 8.  | Liane Lippert         | Allemagne   | 2137,57 |
| 9.  | Pfeiffer Georgi       | Royaume-Uni | 2124    |
| 10. | Silvia Persico        | Italie      | 2117,81 |

| #   | Équipe              | Pays                | Points   |
| --- | ------------------- | ------------------- | -------- |
| 1.  | SD Worx             | Pays-Bas            | 19571.25 |
| 2.  | Lidl-Trek           | États-Unis          | 9255.53  |
| 3.  | Canyon-SRAM Racing  | Allemagne           | 9169.22  |
| 4.  | UAE Team ADQ        | Émirats arabes unis | 8959.57  |
| 5.  | FDJ-Suez-Futuroscop | France              | 8199.37  |
| 6.  | Movistar            | Espagne             | 7966.85  |
| 7.  | DSM                 | Pays-Bas            | 7321.22  |
| 8.  | Jumbo-Visma Women   | Pays-Bas            | 5507.03  |
| 9.  | Fenix-Deceuninck    | Belgique            | 4630     |
| 10. | Ceratizit-WNT       | Allemagne           | 4626.66  |

| \| Rang \| Pays \| Points \| \| ---- \| ----------- \| -------- \| \| 1er \| Pays-Bas \| 15245.23 \| \| 2e \| Italie \| 9083.1 \| \| 3e \| Belgique \| 6558 \| \| 4e \| Suisse \| 5902.05 \| \| 5e \| Royaume-Uni \| 5615.43 \| \| 6e \| Pologne \| 5582.09 \| \| 7e \| France \| 5155.69 \| \| 8e \| Australie \| 4932.45 \| \| 9e \| Allemagne \| 4126.95 \| \| 10e \| Danemark \| 3606.57 \| |             |          |
| Rang | Pays        | Points   |
| 1er | Pays-Bas    | 15245.23 |
| 2e | Italie      | 9083.1   |
| 3e | Belgique    | 6558     |
| 4e | Suisse      | 5902.05  |
| 5e | Royaume-Uni | 5615.43  |
| 6e | Pologne     | 5582.09  |
| 7e | France      | 5155.69  |
| 8e | Australie   | 4932.45  |
| 9e | Allemagne   | 4126.95  |
| 10e | Danemark    | 3606.57  |